# Tornide Väljak
Tornide Väljak (‘Torenplein’) is een park in de Estse hoofdstad Tallinn. Het park, wat oorspronkelijk een plein was, ligt aan de noordelijke stadsmuur in de oude binnenstad. Het plein werd van 1931 tot 1933 omgebouwd tot een stadspark en in 2009 werd er een rond plein in het midden van het park toegevoegd. Het park is jaarlijks de locatie van het internationaal bloemenfestival van Tallinn.
Tussen 1950 en 1991 stond in dit park een standbeeld van Michail Kalinin, oud-president van de Sovjet-Unie. Kalinin woonde tussen 1901 en 1904 in Tallinn. Het standbeeld staat nu in het Museum van de bezetting.